# Cyrano (cràter)
Cyrano és un cràter d'impacte que es troba en la cara oculta de la Lluna, situat a l'est de la gran plana emmurallada del cràter Gagarin, i al nord del cràter una mica menor Barbier.
L'aspecte més notable d'aquest cràter són els petits impactes situats al costat occidental i al sud-oest del brocal en forma de pera, i amb el cràter Cyrano P travessant-ho. La resta de la vora ha experimentat un cert desgast, i està erosionat en particular en l'extrem nord. També apareixen uns petits cràters a l'interior, amb un parell de cràters aparellats prop del costat est i un altre cràter situat en la paret interior nord-est. La meitat nord del sòl interior és lleugerament més irregular que la part sud.

## Cràters satèl·lit
Per convenció, aquests elements són identificats en els mapes lunars posant la lletra en el costat del punt mitjà del cràter que està més prop de Cyrano.
|        | \| Cyrano \| Coordenades \| Diàmetre \| \| ------ \| -------------------------------------- \| -------- \| \| A \| 18° 06′ S, 158° 36′ E / 18.1°S,158.6°E \| 26 km \| \| B \| 18° 18′ S, 159° 42′ E / 18.3°S,159.7°E \| 23 km \| \| D \| 19° 36′ S, 162° 12′ E / 19.6°S,162.2°E \| 24 km \| \| E \| 20° 06′ S, 161° 12′ E / 20.1°S,161.2°E \| 21 km \| \| P \| 21° 36′ S, 156° 48′ E / 21.6°S,156.8°E \| 19 km \| |          |
| Cyrano | Coordenades | Diàmetre |
| A      | 18° 06′ S, 158° 36′ E / 18.1°S,158.6°E | 26 km    |
| B      | 18° 18′ S, 159° 42′ E / 18.3°S,159.7°E | 23 km    |
| D      | 19° 36′ S, 162° 12′ E / 19.6°S,162.2°E | 24 km    |
| E      | 20° 06′ S, 161° 12′ E / 20.1°S,161.2°E | 21 km    |
| P      | 21° 36′ S, 156° 48′ E / 21.6°S,156.8°E | 19 km    |